# The Call (groupe)
Pour les articles homonymes, voir The Call.
The Call est un groupe de rock et de new wave américain, originaire de San Francisco, actif entre 1980 et 2000.
Il était composé à l'origine du chanteur/guitariste Michael Been (en), Scott Musick, et Tom Ferrier, les deux premiers étant originaires de l'Oklahoma.
The Call a enregistré plusieurs albums sur les labels MCA, Mercury, Elektra, et Fingerprint.
Le titre Let the Day Begin de l'album éponyme sorti en 1989 atteint la première place dans les classements américains, et on peut noter la participation du chanteur Bono de U2 sur l'album Red Moon sorti en 1990.
Le chanteur Michael Been meurt à l'âge de 60 ans en août 2010 lors d'un festival en Belgique.

## Discographie
- The Call, 1982
- Modern Romans, 1983 US No. 84
- Scene Beyond Dreams, 1984 US No. 204
- Reconciled, 1986 US No. 82
- Into the Woods, 1987 US No. 123
- Let the Day Begin, 1989 US No. 64
- Red Moon, 1990
- The Walls Came Down: The Best of the Mercury Years, 1991
- The Best of The Call, 1997
- To Heaven and Back, 1997
- Live Under the Red Moon, 2000